# Lindebergia kadamtullaensis
Lindebergia kadamtullaensis är en tvåvingeart som beskrevs av Jai Kisahn Maheshwari 2001. Lindebergia kadamtullaensis ingår i släktet Lindebergia och familjen fjädermyggor. Inga underarter finns listade i Catalogue of Life.